# 일린덴시

일린덴 시의 위치

일린덴시(마케도니아어: Општина Илинден)는 마케도니아 공화국 북부에 위치한 지방 자치체로 행정 중심지는 일린덴이며 면적은 97.02km2, 인구는 15,894명(2002년 기준)이다. 북쪽으로는 아라치노보 시, 남쪽으로는 페트로베츠 시, 서쪽으로는 스코페, 동쪽으로는 쿠마노보 시와 접한다.